# Chris O’Grady
Christopher James „Chris” O’Grady (ur. 25 stycznia 1986 w Nottingham, Anglia) – piłkarz występujący na pozycji napastnika w Brighton & Hove Albion.